# Lijst van afbeeldingen van Desiderius Erasmus

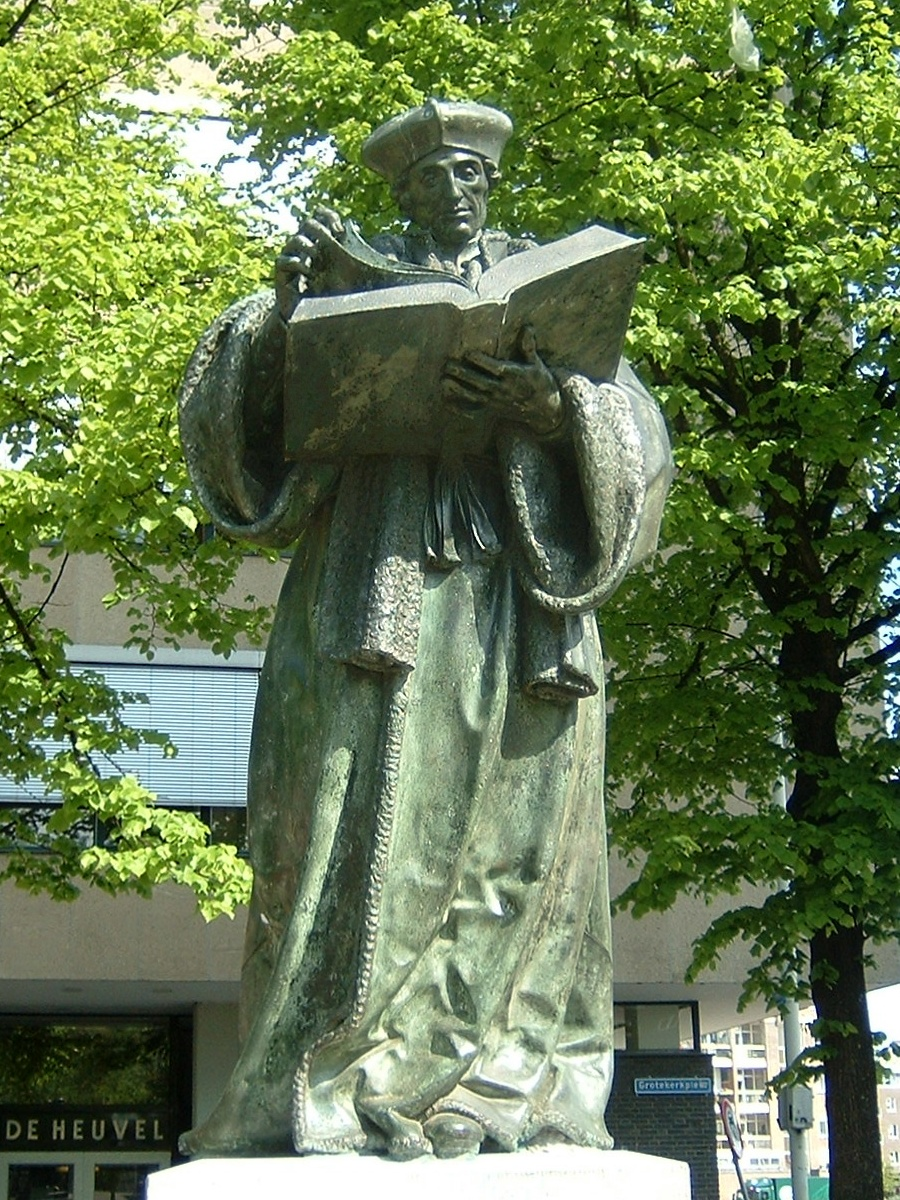
Standbeeld van Erasmus op het Grotekerkplein in Rotterdam

Door de geschiedenis zijn vele kunstwerken vervaardigd met de beeltenis van Desiderius Erasmus (Rotterdam, 28 oktober 1466, 1467 of 1469 – Bazel, 12 juli 1536), een Nederlandse priester, augustijner kanunnik, theoloog, filosoof, schrijver en humanist. 

## Standbeelden in Rotterdam
In Rotterdam verrees in 1549 ter ere van de intocht van prins Filips een houten standbeeld van Erasmus in de Wijde Kerksteeg. Na diens bezoek werd het verplaatst naar de West-Nieuwlandsche brug. In 1557 werd het vervangen voor een blauw arduinstenen beeld dat in 1572 kapotgeschoten en in de gracht geworpen werd door het Spaanse leger onder leiding van de graaf van Boussu. Eenmaal weer boven water heeft het beeld tot 1621 daar gestaan. In 1622 werd het vervangen door het nog steeds bestaande bronzen standbeeld van Erasmus. In 1964 kreeg dit beeld een nieuwe plaats op het Grotekerkplein voor de Grote of Sint-Laurenskerk. Kinderen wordt over dit beeld verteld dat als Erasmus de klok van de Laurenskerk hoort slaan, hij een bladzijde van het boek dat hij vasthoudt, omslaat.

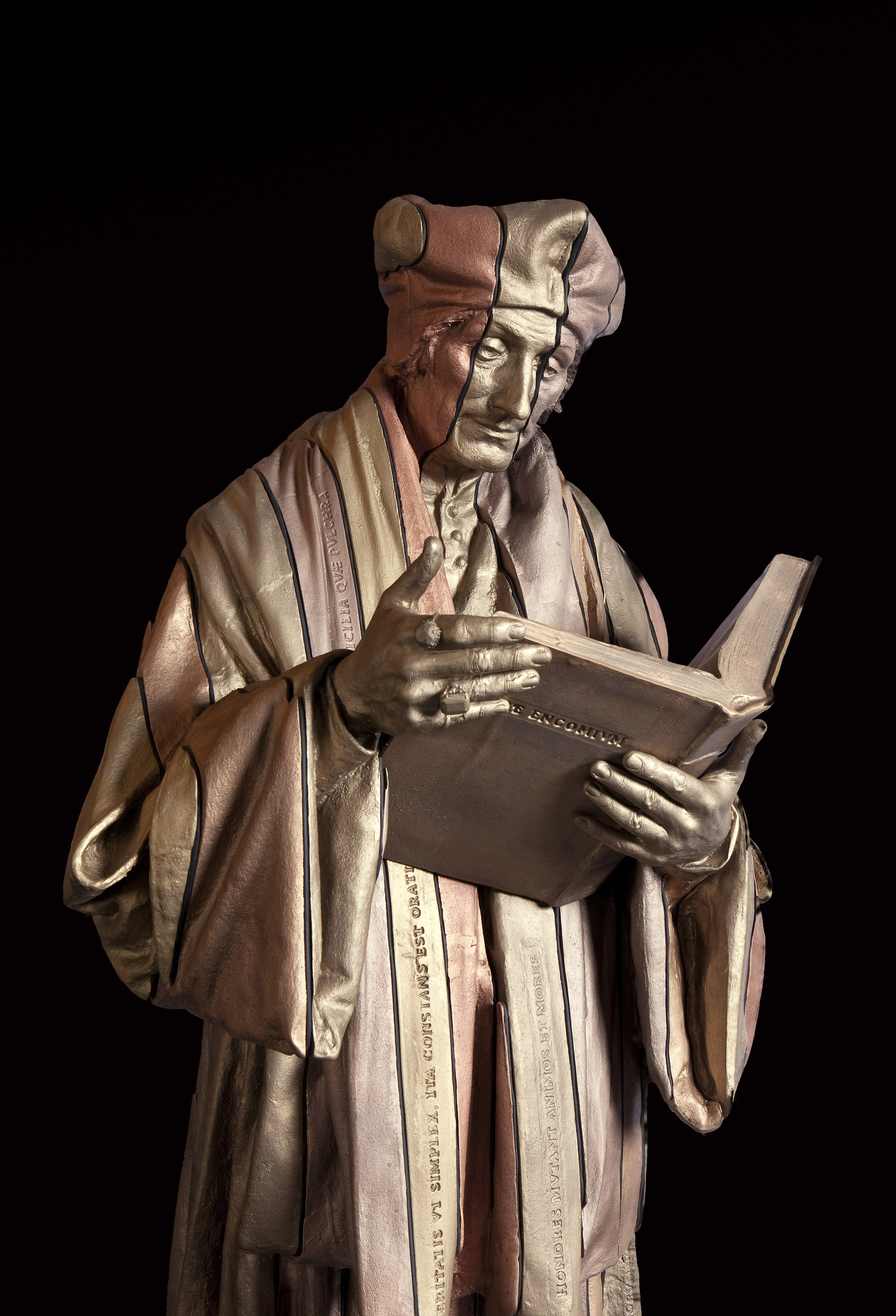
Bronzen sculptuur Desiderius Multiplex in het Senaatsgebouw van de Erasmus Universiteit Rotterdam

Ook zijn er twee standbeelden van Erasmus op campus Woudestein van de Erasmus Universiteit Rotterdam. In de hal bij de senaatszaal in het A-gebouw (waar de verdedigingen plaatsvinden) staat het bronzen beeld Desiderius Multiplex. Het beeld toont Desiderius Erasmus zoals hij waarschijnlijk was, staande op zijn eigen boeken, wat verbeeldt dat hij groot is geworden door zijn geschriften. De gelaagdheid verbeeldt de veelzijdigheid van de kwaliteiten en persoonlijkheid van Erasmus. Op de randen van de lagen staan enkele spreuken van Erasmus, waarvan Hans Trapman een voorselectie maakte. De sculptuur is samengesteld uit verschillende segmenten: gefrijnd hardstenen sokkelstukken, veertien bronzen boeken, veertien verticale lagen, en een gietstuk van twee handen met boek. Deze afzonderlijke gietstukken zijn met vijf verschillende bronslegeringen gekoppeld. Het ca. 2400 kg wegende kunstwerk werd ontworpen door de Rotterdamse kunstenaar Gerard Frishert, waarbij 65 vakmensen meewerkten in elf verschillende werkplaatsen. De opdracht voor de vervaardiging van het beeld werd door het college van bestuur van de universiteit in het voorjaar van 2008 gegeven. In december 2009 werd de sculptuur onthuld door S.W.J. Lamberts (als rector magnificus voorzitter van de begeleidingscommissie, ten tijde van de onthulling waarnemend voorzitter van het college van bestuur). Traditioneel gaan examinandi en promovendi na hun slagen op de foto 'met Erasmus'. Eerder stond in de hal een polystyreen beeld dat gelijkend was met het Erasmusbeeld van Hendrick de Keyser. In hetzelfde jaar dat de universiteit opdracht had gegeven om het beeld te vervangen, ontving de universiteit nog een bronzen beeld van Erasmus. Op 8 november 2008 werd een bronzen versie op het terrein onthuld die aangeboden werd door de VMI Group, een autobandenfabriek uit Epe. Het was de president van het bedrijf, J.J. "Coos" Spanjer, tijdens de verdediging van zijn zoon opgevallen dat het eerdere beeld van polystyreen was wat hij "universiteit onwaardig" vond. Dit beeld staat nu buiten tussen het B- en G-gebouw.
Ook op de Kop van Zuid staat een standbeeld van Erasmus. Dit werd in 2001 gemaakt door Willem Verbon.

## Overige afbeeldingen

### Beeldhouwkunst

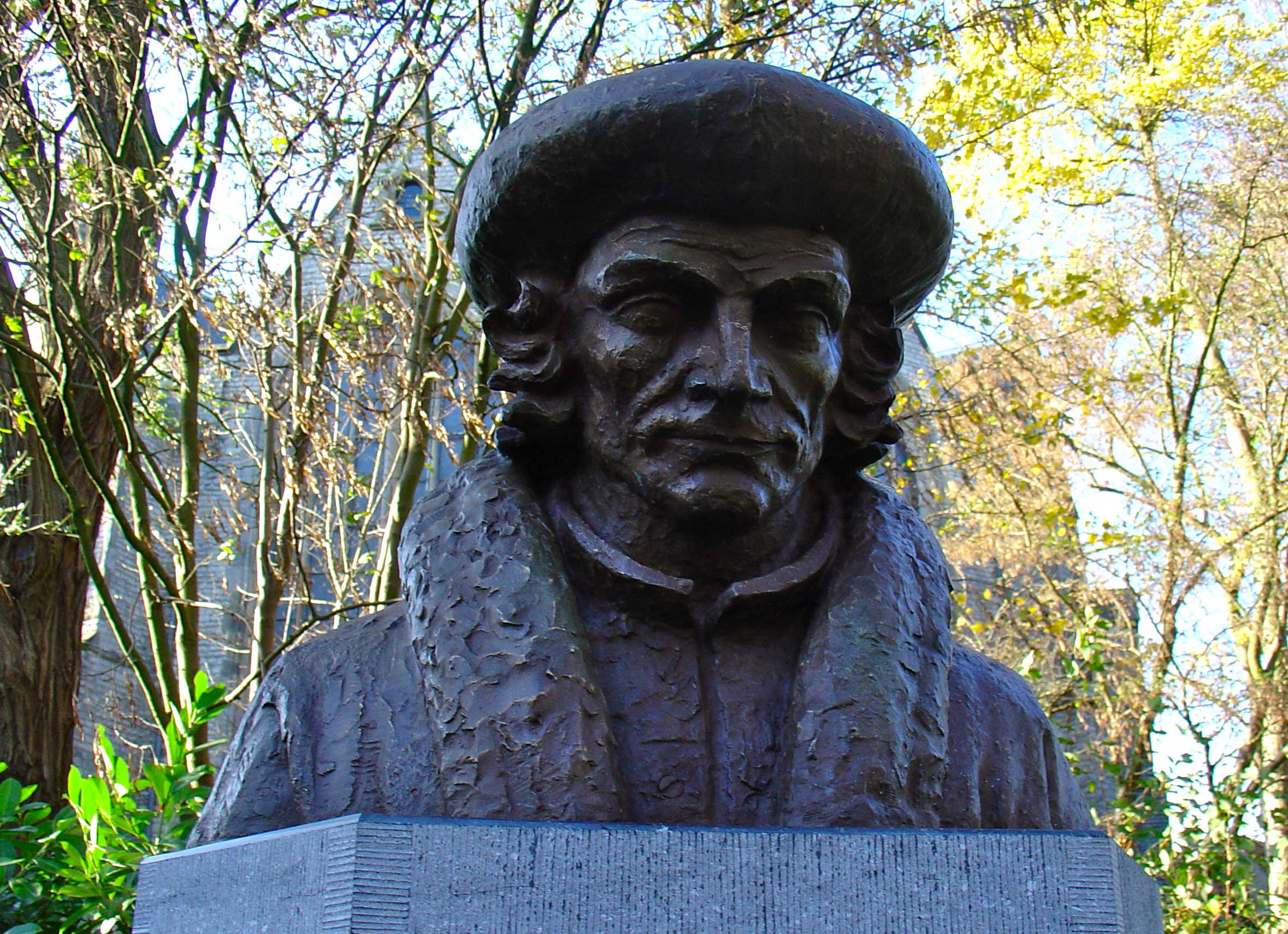
Buste van Erasmus in Gouda, door Hildo Krop

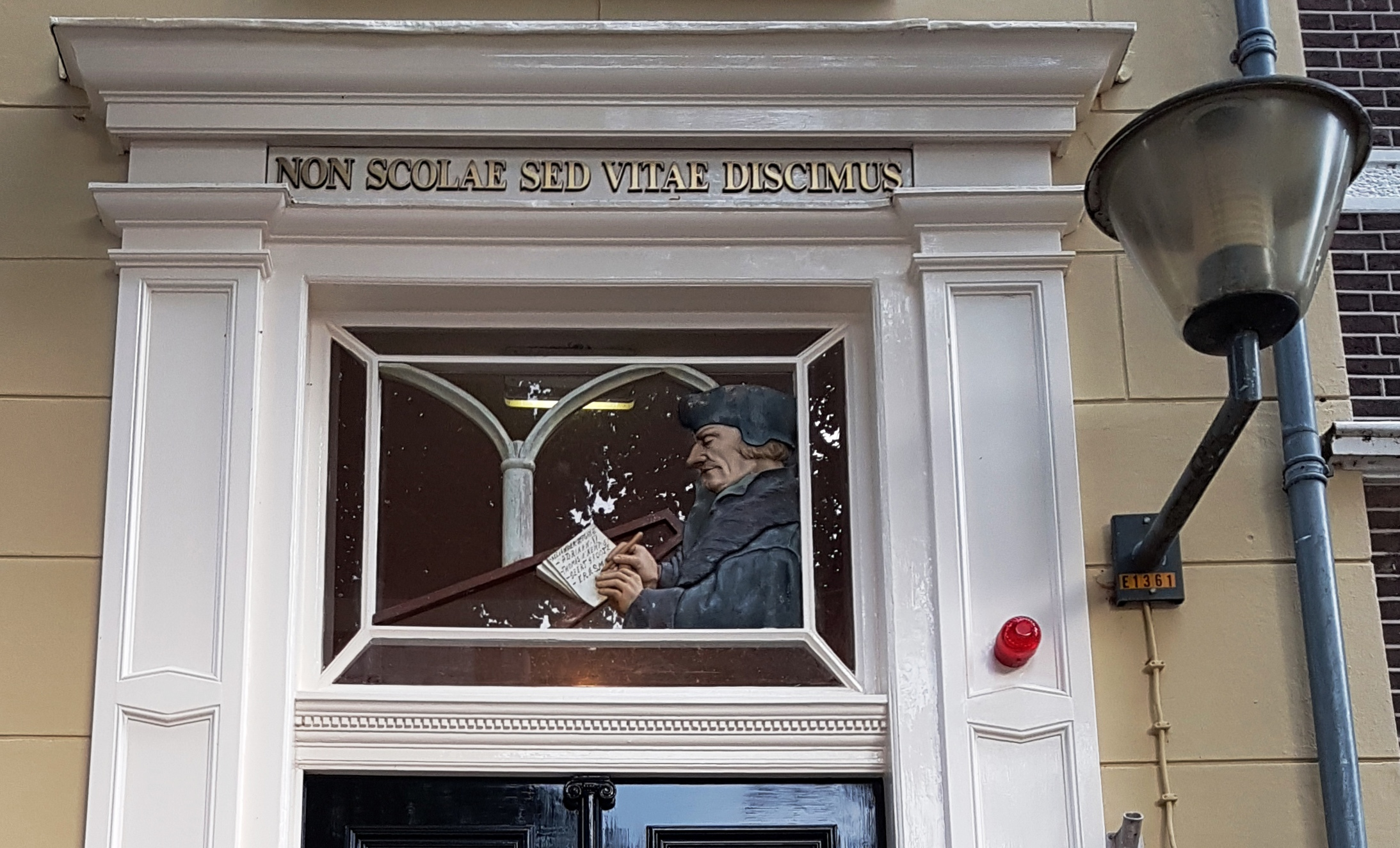
Snijraam Latijnse school Deventer

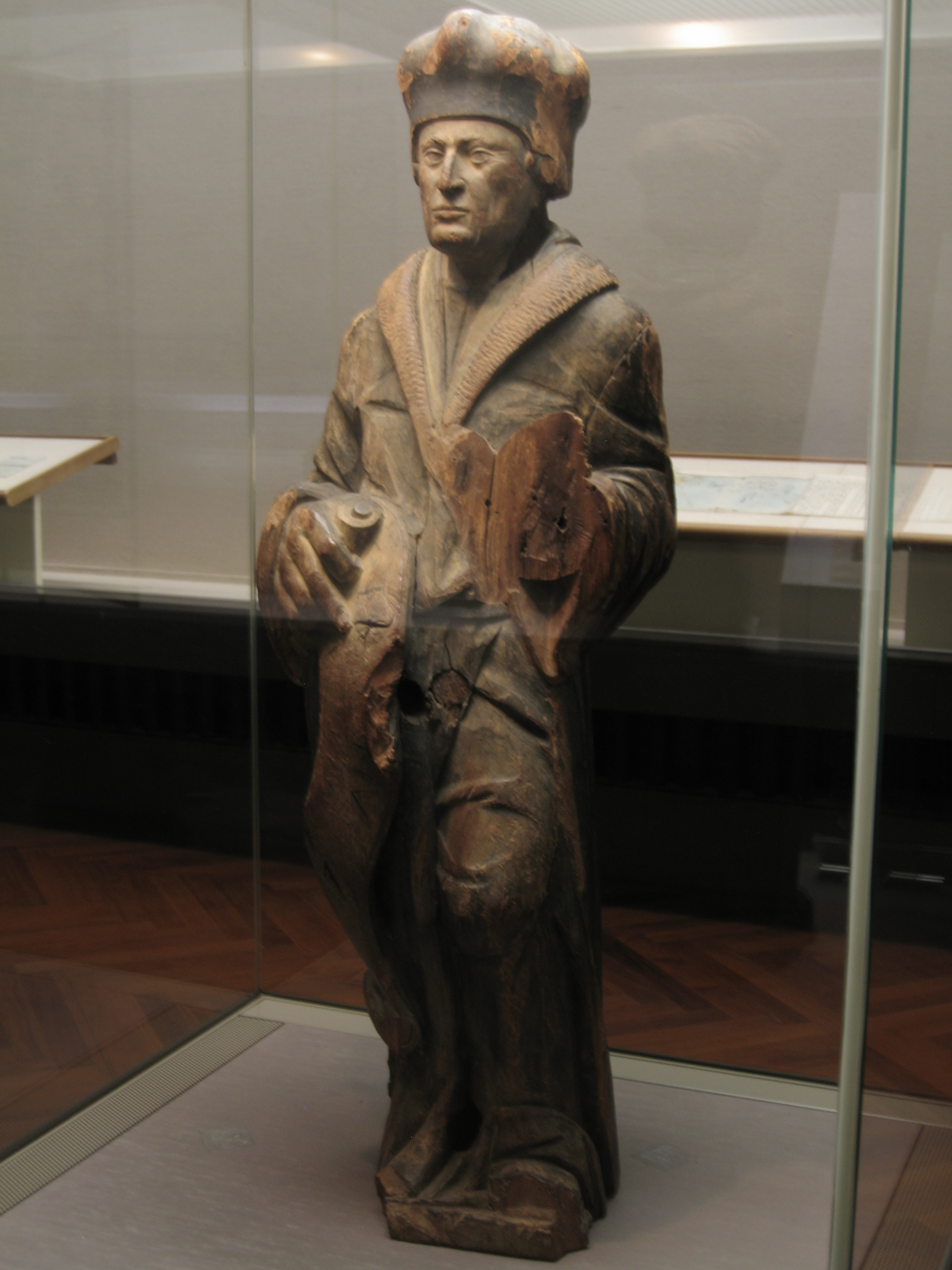
Hekbeeld van het galjoen De Liefde

- Er staat een klakstenen standbeeld van Erasmus voor de Universiteitsbibliotheek van de Radboud Universiteit Nijmegen. Dit beeld werd tussen 1960 en 1964 gemaakt door Huub Kortekaas.
- Een buste van Erasmus door de beeldhouwer Hildo Krop bevindt zich op een piëdestal in de vorm van twee boeken, ontworpen door Menno Meijer, in het Willem Vroesenpark te Gouda, nabij de Sint-Janskerk. Het beeld is via Indonesië, Amsterdam en Paramaribo in Gouda terechtgekomen. Daar werd het eerst geplaatst in de tuin van het Museum Gouda en later tegen de muur van de Agnietenkapel, alvorens het in 2009 werd verplaatst naar het Vroesenpark.
- Boven de entree van de Latijnse school te Deventer bevindt zich sinds 1992 een snijraam van Ela Venbroek-Franczyk met een afbeelding van Erasmus die daar leerling was.
- Een enorm wandmozaïek siert het Holbeinhuis, eveneens in Rotterdam. Het mozaïek heeft talloze verwijzingen naar Erasmus en is gemaakt door Louis van Roode in 1954 in opdracht van het Basler Transport Versicherungs Gsf.
- In de gevel van het stadhuis van Rotterdam staat, naast een aantal andere personen, ook een afbeelding van Erasmus, vervaardigd door Lambertus Edema van der Tuuk.
- Er staat een standbeeld van Erasmus in Leuven bij het begin van de Mechelsestraat. Dit beeld is in 1979 geplaatst en gemaakt door beeldhouwer René Rosseel.
- Er staat een standbeeld van Erasmus in Amsterdam bij het Vossius Gymnasium.
- Erasmus is afgebeeld op het Nederlandse bankbiljet van 100 gulden dat in de jaren 1953-1978 werd uitgegeven naar een ontwerp van Eppo Doeve, die voor de afbeelding van Erasmus een miniatuur gebruikte van Hans Holbein de Jonge.
- In het Erasmiaans Gymnasium in Rotterdam staan meerdere beelden van Erasmus; er is tevens een glas-in-loodraam met zijn gestalte.
- Een bronzen plaquette van Erasmus hangt in Tredozio (Italië). Hij is afgebeeld samen met de Italiaanse humanist en kunstenaar Faustino Perisauli.
- Houten hekbeeld van Erasmus op het galjoen De Liefde (in het Nationaal museum van Tokyo, Japan).
- Bronze replica van Erasmus van het hekbeeld van het galjoen De Liefde op het eiland Kuroshima in Japan (eerste plaats van Nederlanders in Japan).

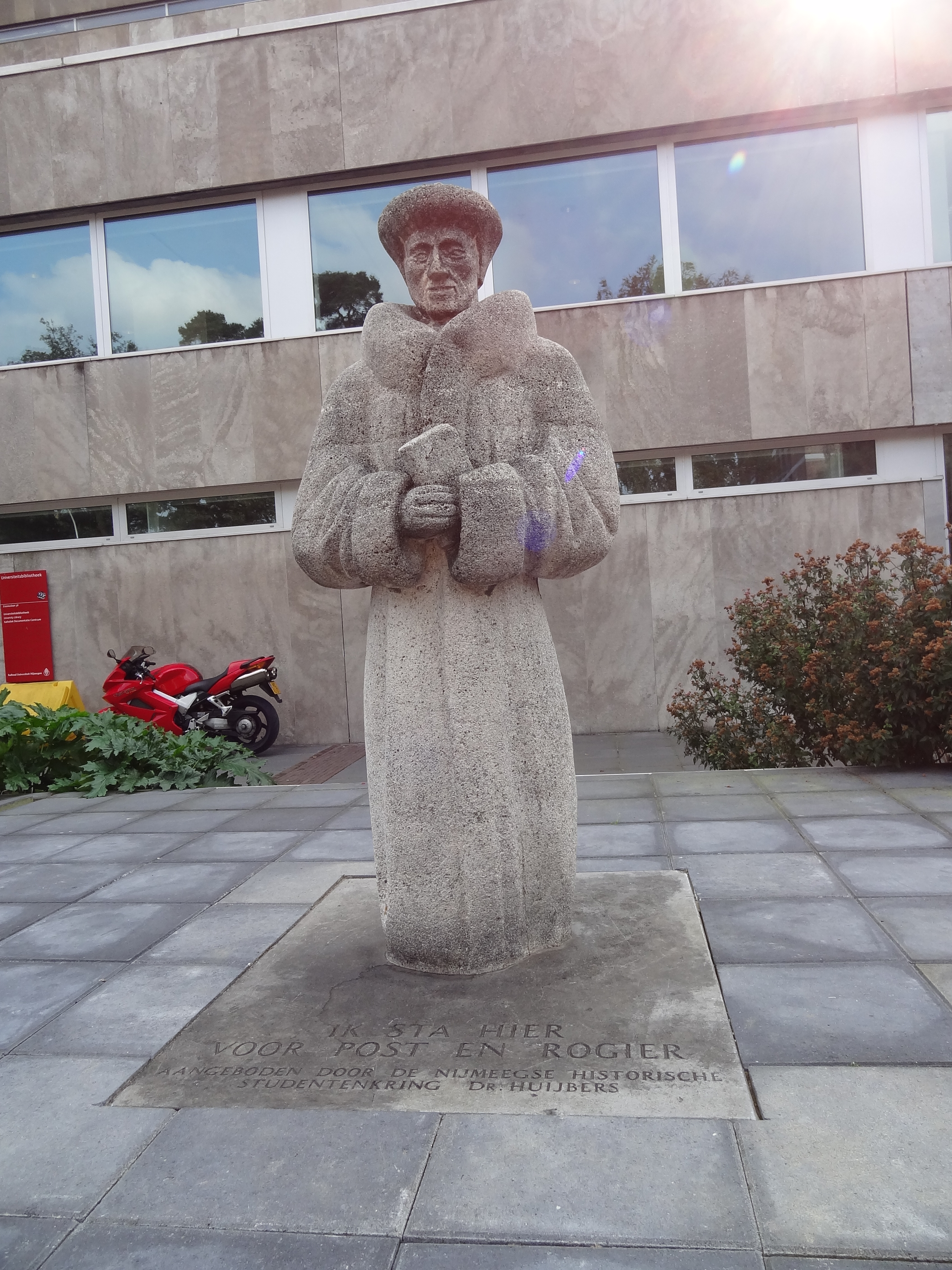
Erasmus (1960), Nijmegen

### Schilderijen en prenten
| Afbeelding                                                               | Titel                                                               | Kunstenaar | Jaar      | Formaat/Materiaal                                     | Expositie/Verzamelaar/Bezitter           |
| ------------------------------------------------------------------------ | ------------------------------------------------------------------- | --- | --------- | ----------------------------------------------------- | ---------------------------------------- |
|                                                                          |                                                                     | Hans Holbein de Jonge | 1523      | 43 × 33 cm, olieverf op paneel                        | Louvre, Parijs                           |
|                                                                          | Portret van Erasmus aan zijn schrijftafel                           | Anoniem, naar voorbeeld van Hans Holbein de Jonge en Albrecht Dürer                                                             | 1700-1800 | 32 × 26 cm, olieverf op paneel                        | Museum Boijmans Van Beuningen, Rotterdam |
|                                                                          | Cognatus en Erasmus                                                 | Onbekend |           | Gravure                                               |                                          |
|                                                                          | Portret van Erasmus                                                 | Hendrik Bary | 1671      | Gravure                                               |                                          |
|                                                                          | Portret van Erasmus                                                 | Louis Moritz (waarschijnlijk)                                                                                                   | 1800-1850 |                                                       | Universiteit Leiden, Leiden              |
|                                                                          | Portret van Erasmus                                                 | Albrecht Dürer | 1526      | Gravure                                               |                                          |
|                                                                          | Portret van Erasmus                                                 | Antoon van Dyck | 1630 ca.  | 20 × 15,3 cm, ets                                     | Onbekend                                 |
|                                                                          | Portret van Erasmus                                                 | Albrecht Dürer | 1520 ca.  | 37,3 x 27,1 cm, zwart krijt op papier                 | Louvre, Parijs                           |
|                                                                          | Portret van Erasmus                                                 | Léon van Dievoet | 1986      |                                                       |                                          |
|                                                                          | Portret van Erasmus                                                 | Albrecht Dürer | 1526      | Gravure op 'laid paper'                               | Victoria and Albert Museum, Londen       |
|                                                                          | Portret van Erasmus                                                 | Georg Pencz (origineel door Hans Holbein, 1532)                                                                                 | 1537      | 37 × 25 cm, olieverf op paneel                        |                                          |
|                                                                          | Erasmus bezoekt de kinderen van Henry VII op Eltham Palace in 1499. | Frank Cadogan Cowper | 1910 ca   |                                                       | Palace of Westminster, Londen            |
|                                                                          | Portret van Erasmus                                                 | Hieronymus Hopfer | 1500-1600 | 21,6 x 15,6 cm, ets                                   |                                          |
|                                                                          | Erasmus met Johan Snellinx en David Jorisz                          | Jacob Houbraken uit De Levens-Beschrijvingen Der Nederlandsche Kunst-Schilders en Kunst-Schilderessen van Jacob Campo Weyerman) | 1729      | Gravure                                               | Stadsarchief Rotterdam                   |
|                                                                          | Portret van Erasmus                                                 | Quentin Massys | 1517      | 59 x 47 cm, olieverf op paneel, overgezet naar canvas | Galleria Nazionale d'Arte Antica, Rome   |
| Portret van Desiderius Erasmus, humanist. Kopergravure naar Hans Holbijn | Portret van Desiderius Erasmus                                      | kopergravure naar Hans Holbein de Jonge                                                                                         | 1520-1530 | 21,5 x 15 cm, kopergravure                            | Stadsarchief Rotterdam, Rotterdam        |
|                                                                          | Portret van Erasmus                                                 | Lucas Cranach de Oude | 1530-1536 | 19 x 14,6 cm, olieverf op paneel                      | Museum Boijmans Van Beuningen, Rotterdam |